# Душан Герзић
Душан „Гера“ Герзић (Београд, 4. март 1961 — Београд, јануар 1998) био је српски сликар, један од главних представника новог таласа у југословенској уметности. Његова делатност везана је за готово све гране уметности. Бавећи се графичким дизајном, фотографијом, музиком и филмом, оставио је траг на алтернативној уметничкој сцени 80-их и 90-их година 20. века.

## Биографија
Био је млађи син проф. др Зорана Герзића, једног од оснивача модерне хирургије једњака и желуца у Србији и дописног члана САНУ.
У Београду је завршио основну и средњу школу, након чега је уписао Факултет примењених уметности. Током осамдесетих радио је као ди-џеј, графички дизајнер и рок-фотограф и сарађивао са југословенским бендовима Хаустор, Електрични оргазам, Идоли, Д'Бојс и Екатарина Велика. Био је оснивач новоталасне музичке групе из Београда ВИА Талас. Током студија је радио на многим пројектима везаним за разне области уметности (сликарство, дизајн, филм) како самостално тако и у сарадњи са другим уметницима. Своје радове у том периоду је излагао на групним и на самосталним изложбама, у Београду и у иностранству.
Факултет примењених уметности у Београду је завршио 1986. године, након чега је отишао у Париз на Школу лепих уметности (фр. École des Beaux-Arts), где је завршио два семестра у класи професора Владимира Величковића, да би након тога отишао у Њујорк, где је живео и радио наредне три године. У Торонто је отишао 1990. године, потом се вратио у Београд, а затим 1991. отишао у Париз, где је живео и радио наредних шест година. За време рада у Паризу је имао неколико самосталних и учествовао на великом броју групних изложби.
У тексту „Селективна хронологија: нове појаве у сликарству и скулптури у Србији 1979—1989.“ из 1995. године београдске ликовне критичарке Лидије Мереник, две Герзићеве изложбе које су одржане у СКЦ-у 1985. године су уврштене у важне догађаје на београдској ликовној сцени осамдесетих година.
Герзић се 1997. године вратио у Београд, где је наставио да ради на неколико пројеката, а у децембру је излагао цртеже у Галерији СКЦ.
Преминуо је у јануару 1998. године у Београду.
Током 1998. године организоване су изложбе његових радова у Београду и Марибору. Године 2004. је у Француском културном центру у Београду организована изложба поводом објављивања монографије Gera: I, Myself and Others, а 2005. изложба у београдској галерији Хаос.
Француски режисер Жан-Марк Бар је 1999. године према једном делу Герзићевог живота у Паризу снимио филм „Љубавници“. Герзића у филму глуми Сергеј Трифуновић.
Један од Гериних најближих пријатеља, монах Арсеније, са којим је једно време живео у Њујорку, 2006. године је објавио књигу Бог и рокенрол. У књизи, отац Арсеније говори о свом пријатељству са Гером и о погубном утицају дроге која је упропастила Герино здравље.